# C夸克
在粒子物理學的標準模型裡有六種夸克，（charm quark，中国大陆又称粲夸克）是其中一種，其它五種分別為上夸克、下夸克、奇夸克、頂夸克、與底夸克。c夸克的符号为
c
。c夸克的反粒子被称为“反c夸克”。:49
c夸克與奇夸克是第二代夸克的成員，c夸克的质量为1.275+0.025
−0.035 GeV，电荷为+2/3 e。如同其它夸克，c夸克是一種自旋為1/2的費米子，會感受到所有四種相互作用：引力相互作用、電磁相互作用、弱相互作用、強相互作用。在很多種強子裡都含有c夸克，例如，D介子、粲Σ重子等。
1970年，哈佛大學物理教授谢尔登·格拉肖和他的兩個博士後約翰·李爾普羅斯、卢西恩·梅安尼预测c夸克存在。c夸克和它的反粒子可以組成J/ψ介子，其在1974年分別由布鲁克海文国家实验室的丁肇中和史丹福直線加速器中心的伯顿·里克特分别独立发现。在粒子物理學历史上，这發現被称为“十一月革命”。

## 歷史

### 理論預測

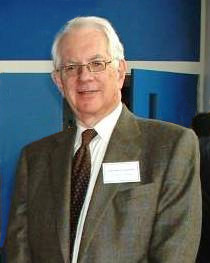
謝爾登·格拉肖

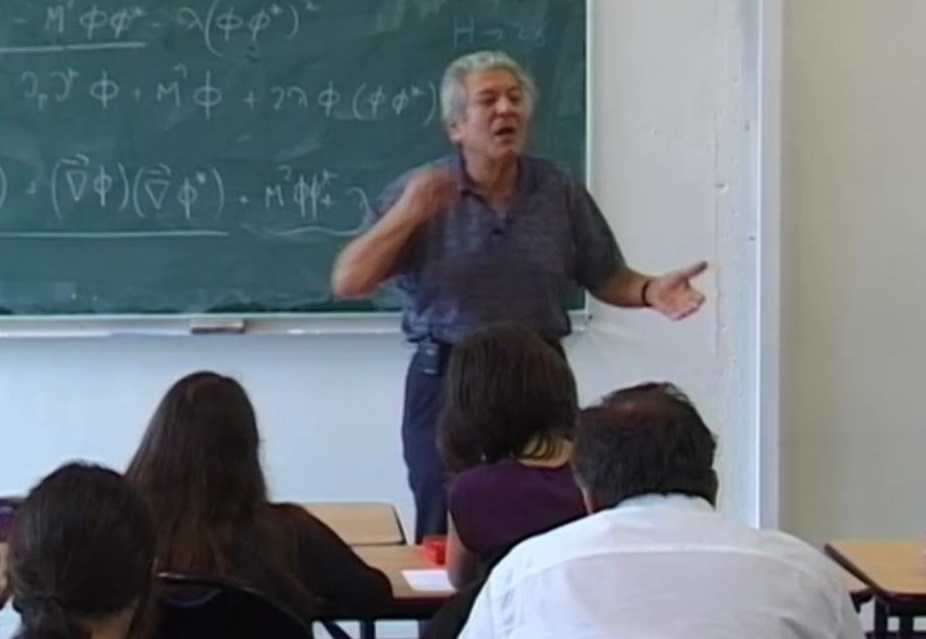
約翰·李爾普羅斯

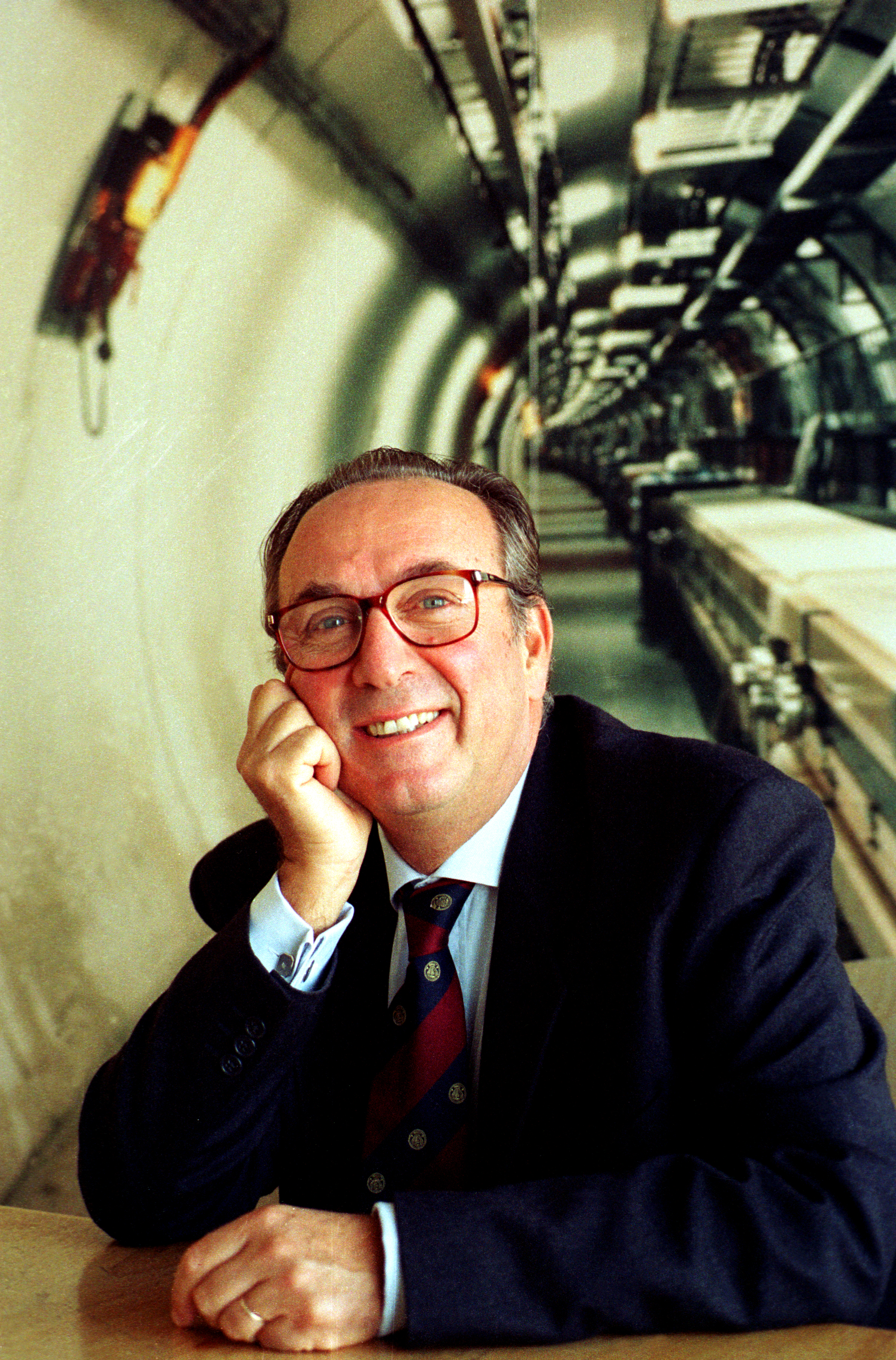
卢西恩·梅安尼

1964年，謝爾登·格拉肖與詹姆斯·比約肯猜測，除了上夸克、下夸克和奇夸克以外，還存在有第四種夸克。這是因為在輕子與夸克之間有些奇特奧妙的相似之處：已發現的輕子有四種，分別為電子、電微中子、緲子、緲微中子，而已發現的夸克有三種，分別為上夸克、下夸克、頂夸克，為什麼有四種輕子，但只有三種夸克，假若有四種夸克，那豈不是更美好？:42-43他們還特別給這假定存在的夸克取名為「c夸克」。:200然而，它們的猜測並未受到重視，因為缺乏實驗支持。:345按照在那時期的主流理論，
K0
應該會通過發射中性Z玻色子，在過程中改變粒子的奇異數，從而製成
μ−
與
μ+
，這過程稱為味改变的中性流過程。可是，已經十年了，仍舊沒有任何實驗找到這衰變過程的蹤跡，不知道為甚麼這過程被壓抑地異常罕見。
關於c夸克存在的理論預測歸功於格拉肖、李爾普羅斯、梅安尼。:247-248他們在1970年提出了GIM機制，其通過引入第四種夸克來壓抑味改变的中性流過程。
K0
可以通過發射中性Z玻色子變換成
μ−
與
μ+
，也可以通過發射中性Z玻色子變換成粲粒子，由於這兩種衰變路徑相互抵消，因此導致中性流過程被壓抑。:250
。格拉肖對於c夸克理論非常有信心，他在一場於1974年舉辦的國際會議裡誓言，如果在兩年內未找到c夸克，他就會把他的帽子吃掉！:202:266

### 實驗發現

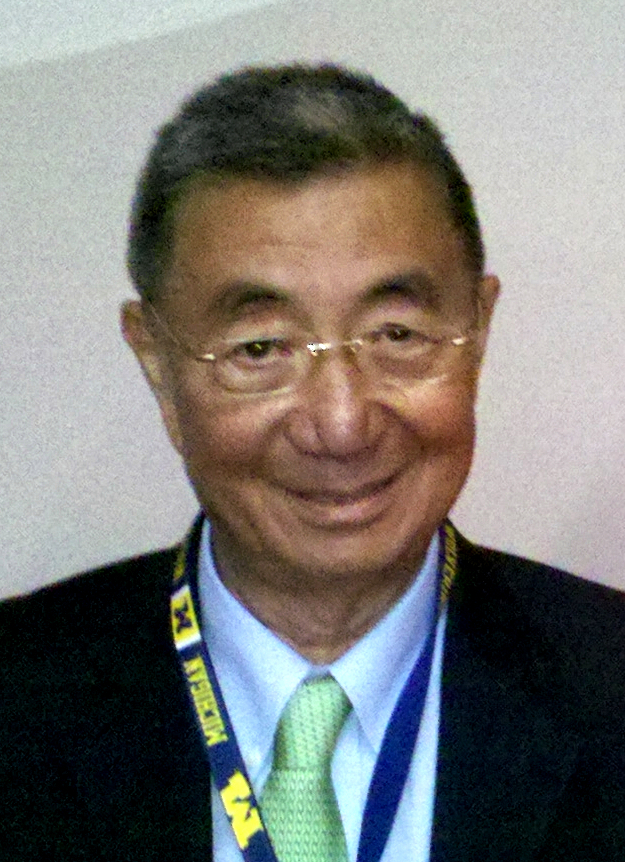
丁肇中

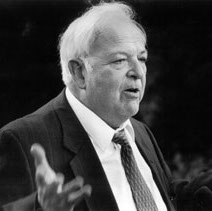
伯顿·里克特

1974年11月11日，布鲁克海文国家实验室的丁肇中實驗團隊和史丹福直線加速器中心的伯顿·里克特實驗團隊分别独立发现J/ψ介子。:346丁肇中實驗團隊做實驗將高能量質子朝著鈹標靶射擊，在碰撞產物中，尋找正負電子對，從研究這些粒子對，可以推斷出母粒子的性質。1974年9月它們找到總能量為3.1GeV的正負電子對出現頻率非常多，這意味著一種帶質量的新粒子被大規模製成。丁肇中做實驗非常小心謹慎，學術名譽甚佳，不願意發表任何錯誤結果，由於尚未能確定這實驗結果不是某種錯誤電子信號。之後幾周，丁肇中祕密地分析核對他的實驗數據，為了要確定這結果是否屬實，並且不讓其他研究團隊搶奪頭功。:1
在史丹福直線加速器中心 ，里克特實驗團隊設計與建成了一種新型對撞機，史丹福正負電子非對稱環（SPEAR），在這對撞機裡，電子與正電子以相反方向轉動與碰撞。11月10日，他們在3.105GeV找到很多粒子被製成的事件，意味著一種新粒子被發現，他們將這粒子命名為「ψ介子」，並且決定明日發布這消息。那日，丁肇中恰巧要去SLAC 開會，他知悉里克特實驗團隊發現新粒子的消息後，立刻決定也將自己團隊的發現公諸於世，並且將這粒子命名為「J介子」。:272
11月11日早上8點鐘，丁肇中與里克特在SLAC實驗室主任沃爾夫岡·帕諾夫斯基的辦公室會面，經過一番溝通後，才搞清楚他們發現的新粒子是同樣一種粒子，儘管他們使用不同的方法。:5-6他們立刻將他們的實驗結果分別寫成兩份報告，發表在《物理評論快報》的12月份期刊。
J/ψ介子的發現在粒子物理學裡引起一場小革命，後來被稱為「十一月革命」，:6因為J/ψ介子被視為是間接展現出c夸克的存在，實際而言，c夸克與反c夸克共同組成了J/ψ介子，換句話說，十一月革命發現了c夸克，其意味著量子色動力學與夸克模型理論並不是紙上空談，由於c夸克的發現，強子被證實是由夸克組成。:346